# Гней Пинарий Корнелий Клемент
Гней Пинарий Корнелий Клемент (лат. Gnaeus Pinarius Cornelius Clemens) — политический и военный деятель Римской империи.
Возможно, происходивший из Испании, Клемент вошел в состав сената во времена правления императора Нерона. До 74 года, скорее всего, около 71/72 года, он занимал должность консула-суффекта. После этого он был назначен куратором, ответственным за обслуживание религиозных и общественных зданий Рима.
Затем Клемент находился на посту легата пропретора провинции Верхняя Германия с 72/73 по 74/75 год. Возглавив подразделения VIII Августова и XI Клавдиева легионов, он предпринял поход на правый берег Рейна, в награду за что получил от императора Веспасиана триумфальные знаки отличия. Проходя по малонаселенным Декуматским полям в 74 году, Клемент построил дорогу от Аргентората до верховий Дуная. Эта дорога сократила расстояние между Августой Винделиков и Могонциаком до 160 км или в семи дней пути.
Клемент был похоронен в городе Гиспеллум. Консул-суффект 112 года Гней Пинарий Корнелий Север был, вероятно, его внуком.